# Anthony Morrow
Anthony Jarrad Morrow (Charlotte, Sjeverna Karolina, 27. rujna 1987.) američki je profesionalni košarkaš. Igra na poziciji bek šutera, a trenutačno je član NBA momčadi New Jersey Netsa. Prijavio se na NBA draft 2008., ali nije bio izabran od strane nijedne momčadi.

## NBA
Morrow je nakon NBA drafta 2008. kao nedraftiran igrač potpisao za Golden State Warriorse. U svojoj prvoj NBA utakmici, u susretu Warriorsa i Clippersa, postigao odličnih 37 poena i 11 skokova te tako srušio rekord postignutih koševa za nedraftiranog novaka. Iz igre je šutirao nevjerojatnih 15/20 (4/5 za tricu). Nekoliko dana kasnije u utakmici s Trailblazersima upisao je 25 poena. Prosječno je u rookie sezoni postizao 10.1 poen, 3.0 skoka i 1.2 asistencije po utakmici. 13. srpnja 2010. Morrow je mijenjan u New Jersey Netse za budući izbor drugog kruga na NBA draftu.

## NBA statistika

### Regularni dio
| Godina    | Klub         | Odig. uta. | Uta. poč. | Min. | 2P%  | 3P%  | Sl. bac.% | Skok. | Asist. | Ukr. lop. | Blok. | Poena |
| --------- | ------------ | ---------- | --------- | ---- | ---- | ---- | --------- | ----- | ------ | --------- | ----- | ----- |
| 2008./09. | Golden State | 67         | 17        | 22.6 | .478 | .467 | .870      | 3.0   | 1.2    | .5        | .2    | 10.1  |
| 2009./10. | Golden State | 69         | 37        | 29.2 | .468 | .456 | .886      | 3.8   | 1.5    | .9        | .2    | 13.0  |
| Ukupno    |              | 136        | 54        | 26.0 | .472 | .460 | .879      | 3.4   | 1.4    | .7        | .2    | 11.6  |

## Vanjske poveznice
- Profil na NBA.com
- Profil  Arhivirana inačica izvorne stranice od 25. studenoga 2015. (Wayback Machine) na DraftExpress.com
- Profil na Georgia Tech